# NGC 1461
NGC 1461 est une galaxie lenticulaire située dans la constellation de l'Éridan. NGC 1461 a été découverte par l'astronome germano-britannique William Herschel en 1785.

## Caractéristiques
Sa vitesse par rapport au fond diffus cosmologique est de 1 354 ± 15 km/s, ce qui correspond à une distance de Hubble de 20,0 ± 1,4 Mpc (∼65,2 millions d'al).
À ce jour, quatre mesures non basées sur le décalage vers le rouge (redshift) donnent une distance de 31,200 ± 19,665 Mpc (∼102 millions d'al), ce qui est à l'intérieur des valeurs de la distance de Hubble en raison de l'écart-type très grand. Une des quatre valeurs est de 60,3 Mpc. Si on ne considère que les trois autres, la distance devient 21,500 ± 3,940 Mpc (∼70,1 millions d'al), soit une valeur très semblable à la distance de Hubble. Notons  que c'est avec la valeur moyenne des mesures indépendantes, ici 31,2 Mpc, que la base de données NASA/IPAC calcule le diamètre d'une galaxie et qu'en conséquence le diamètre de NGC 1461 pourrait être d'environ 17,5 kpc (∼57 100 al) si on utilisait la distance de Hubble pour le calculer.

## Groupe de NGC 1461
NGC 1461 est le membre le plus brillant d'un trio de galaxies qui porte son nom. Les deux autres galaxies du groupe de NGC 1461 sont MCG -3-10-41 et MCG -3-10-45.